# Гранит Фолс
Гранит Фолс (на английски: Granite Falls) е град в окръг Снохоумиш, щата Вашингтон, САЩ. Гранит Фолс е с население от 2347 жители (2000) и обща площ от 4,4 km². Намира се на 124 m надморска височина. ЗИП кодът му е 98252, а телефонният му код е 360.